# Laura Bassett
Laura Bassett (Nuneaton, 2 agosto 1983) è un'ex calciatrice inglese, di ruolo difensore.
In carriera ha vinto una FA Women's Cup con il Manchester City, mentre con la maglia della nazionale si è laureata vicecampione d'Europa a Finlandia 2009 e ha conquistato il terzo posto al Mondiale di Canada 2015.

## Carriera

### Club
Bassett cresce con la famiglia a Bulkington appassionandosi al calcio fin da giovanissima decidendo di tesserarsi con la squadra del Bedworth Girls all'età di 9 anni. Nel 1997, quattordicenne, si trasferisce al Coventry City dove debutta in FA Women's Premier League Northern Division, alternando l'attività agonistica agli studi alla North Warwickshire and Hinckley College. Dopo tre stagioni decide accettare la proposta del Birmingham City con il quale gioca fino al 2008, indossandone anche la fascia di capitano, e ottenendo una borsa di studio da parte del FA Player Development Centre presso la Loughborough University. Durante la sua permanenza nella squadra di Birmingham, nell'estate 2006 si trasferisce negli Stati Uniti d'America, in prestito al New York Magic facendo il suo debutto in W-League.

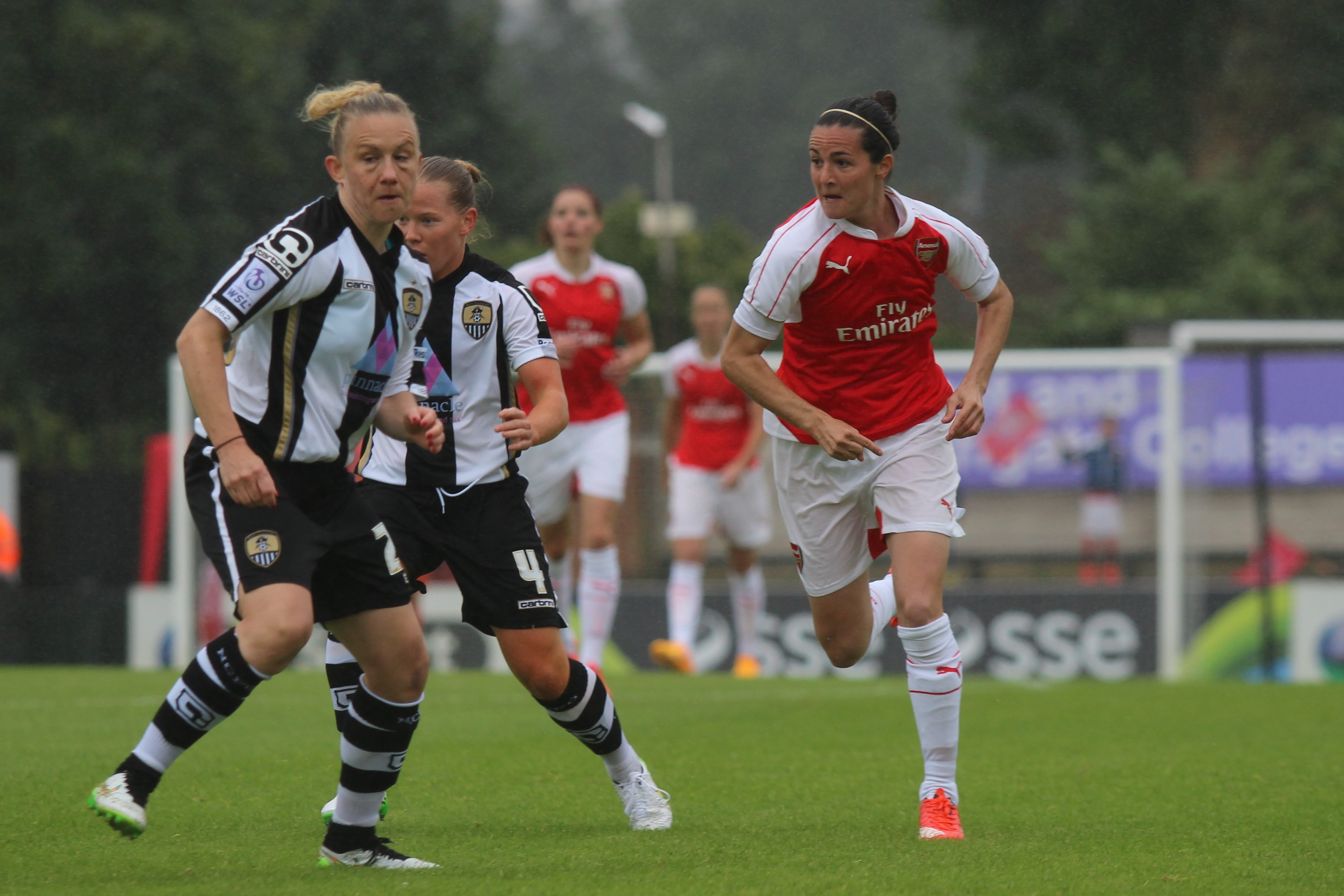
Basset, in bianconero, e Natalia Pablos nell'incontro del 26 luglio 2015.

Al termine della stagione 2008 Bassett lascia il Birmingham City trasferendosi all'Arsenal, trasferendosi nuovamente nell'ottobre 2009, sottoscrivendo un contratto con il Leeds Carnegie per la stagione entrante e contribuendo a far vincere al club dello Yorkshire la Premier League Cup nel febbraio 2010.
Dopo che il Leeds Carnegie ritirò la propria adesione alla Football Association Women's Super League (FA WSL), Bassett rimase per un periodo senza un club. Nell'ottobre 2010 venne reso noto che aveva sottoscritto un accordo con il suo vecchio club del Birmingham City. Nell'aprile 2012 Bassett è stata una degli otto designati come digital media ambassadors (ambasciatori di media digitali), uno per ogni squadra, integrando il loro account Twitter sulle maniche della maglio di gioco per aumentare la visibilità di WSL. Al termine della stagione 2013 Bassett, che in quel periodo aveva assunto il ruolo di capitano della squadra, rifiutò la proposta di un nuovo contratto del Birmingham City trasferendosi al Chelsea.
Benché il Chelsea al termine del campionato 2014 si fosse classificato al secondo posto, Bassett decise di lasciare la società sottoscrivendo un contratto triennale con il Notts County prima della campagna acquisti precampionato 2015, e rimanendo legata alla società di Nottingham fino all'inizio del campionato di FA WSL 1 2017, quando ha deciso di sciogliere la sua sezione femminile a causa di problemi economici, ritirando la sua partecipazione al campionato, che si è così ridotto a nove squadre partecipanti e svincolando le proprie atlete.
Il 3 giugno 2019 ha annunciato il suo ritiro dal calcio giocato.

### Nazionale
Bassett viene convocata dalla Federazione calcistica dell'Inghilterra per giocare nelle sue nazionali giovanili, e dove con la formazione Under-19 fa il suo debutto il 15 novembre 2001, in occasione della terza sessione di qualificazione all'Europeo di Svezia 2002, il quinto ufficialmente organizzato dalla UEFA e il primo destinato ad atlete dall'età massima di 19 anni, dove l'Inghilterra viene sconfitta per 4-3 dalle pari età della Danimarca. Condivide con le compagne il percorso che vede la propria nazionale giungere alle semifinali e per questo risultato accedere al Mondiale di Canada 2002, e infine i quarti di finale in quest'ultimo torneo, eliminate dal Canada padrone di casa.
In seguito viene convocata nella nazionale maggiore con la quale debutta il 25 febbraio 2003 nell'amichevole persa 1-0 contro l'Italia, diventando la prima calciatrice del Birmingham City Ladies a indossare la maglia dell'Inghilterra in una partita internazionale ufficiale.
Nel maggio 2009, Bassett fu una delle prime 17 atlete a sottoscrivere un contratto direttamente con la Football Association. Inserita dal CT Hope Powell nella rosa delle atlete convocate a disputare la fase finale di Germania 2011, nel luglio 2011 fa il suo debutto in un campionato mondiale femminile, rilevando Ellen White nell'ultimo minuto dell'incontro del gruppo B vinto per 2-0 sul Giappone.
Powell continua a convocarla anche per le qualificazioni e fase finale dell'Europeo di Svezia 2013, dove Basset sigla la sua prima rete in nazionale il 12 luglio, nel primo incontro dell'Inghilterra del gruppo C, quella che all'89 porta il risultato con la Spagna sul parziale di 2-2 prima che l'autorete del proprio portiere Karen Bardsley (accreditato dalla UEFA ad Alexia Putellas) compromettesse il passaggio del turno. La squadra si rivela tuttavia incapace di essere competitiva, trovando il pareggio 1-1 con la Russia e una nuova sconfitta, per 3-0, con la Francia, venendo eliminata alla fine della fase ai gironi. Il risultato negativo si riflette sull'avvicendamento del selezionatore, con Hope Powell rimpiazzata dal nuovo tecnico Mark Sampson che continua a dare fiducia a Bassett. Superata la fase di qualificazione, nel maggio 2015 viene inclusa nella rosa delle giocatrici convocate per disputare il Mondiale di Canada 2015.

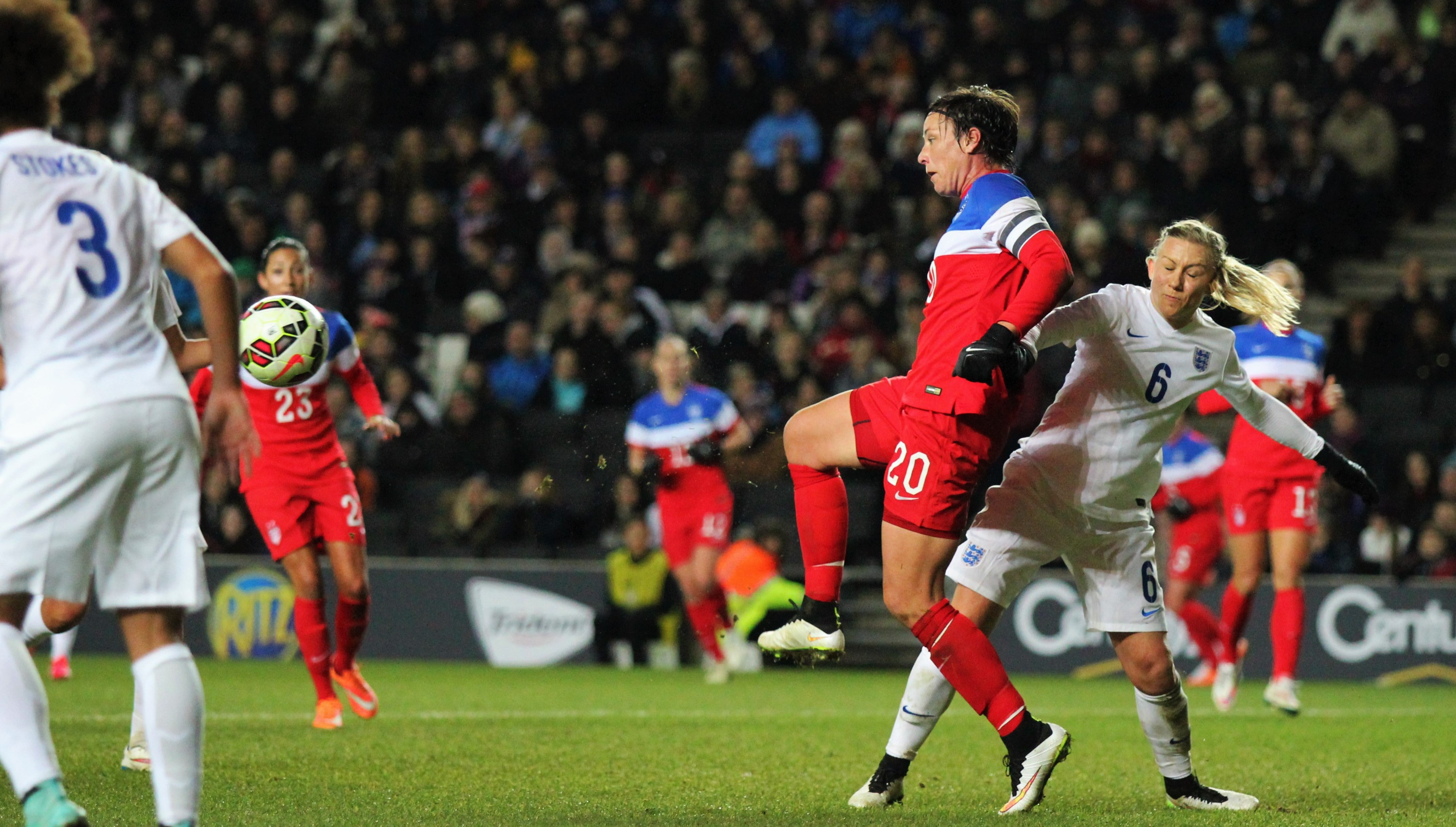
Basset (6) contrasta Abby Wambach (20) nell'amichevole Inghilterra del 13 febbraio 2015.

Sampson la impiega in sei delle sette partite disputate nel torneo; durante il primo incontro del gruppo F, perso contro la Francia 1-0, Bassett gioca gran parte dell'incontro con un evidente occhio nero causato da una gomitata da parte di Camille Abily, episodio contestato in quanto la francese non fu oggetto di alcun provvedimento disciplinare per l'accaduto.. Bassett condivide con le compagne il percorso che vede l'Inghilterra accedere agli ottavi di finale, dove grazie alla vittoria per 2-1 sulle avversarie della Norvegia giunge ai quarti per la prima volta nella storia calcistica della nazionale inglese. Superato anche il Canada 2-1, Bassett è suo malgrado protagonista negativa nella successiva semifinale con il Giappone, quando oramai in zona Cesarini in fase di disimpegno difensivo tocca male un retropassaggio che diventa un pallonetto che supera il proprio portiere finendo in rete appena sotto la traversa, fissando così il risultato sul 2-1 per le asiatiche quando era oramai probabile il ricorso ai tempi supplementari. Nonostante la disavventura l'Inghilterra supera la Germania Campione d'Europa 2013 nella finale per il terzo posto, il miglior risultato di sempre ottenuto dalla rappresentativa inglese ad un Mondiale.
Sampson continua a concederle fiducia, convocandola per la fase di qualificazione dell'Europeo dei Paesi Bassi 2017 e, ottenutone nuovamente l'accesso, inserendola nella rosa definitiva della squadra annunciata il 3 aprile 2017. In questa occasione Bassett viene impiegata in una sola occasione, nell'ultimo dei tre incontri del gruppo D che il 27 luglio vede l'Inghilterra superare per 2-1 il Portogallo, condividendo i risultati nel torneo che vedranno la sua squadra superare al primo posto la fase a gironi, battere per 1-0 la Francia ai quarti di finale e raggiungere così le semifinali, dove viene superata per 3-0 ed eliminata dalle padrone di casa dei Paesi Bassi che alla fine si aggiudicheranno il torneo.

## Palmarès

### Club
- FA Women's Cup: 1

Manchester City: 2011-2012
- FA Women's Premier League Cup: 1

Leeds Carnegie: 2009-2010